# Union sportive saint-sulpicienne rugby
Actualités
Dernière mise à jour : 28 octobre 2020.
L'Union sportive saint-sulpicienne rugby est un club français de rugby à XV représentant la ville de Saint-Sulpice-sur-Lèze.

## Histoire
La pratique du rugby à XV est importée dans la ville de Saint-Sulpice-sur-Lèze en 1912 par Gaston Sauret, instituteur du village ; l'équipe évolue alors sur un terrain surnommé champ du paradis,.
Le club de l'Union sportive saint-sulpicienne évolue ainsi en séries pyrénéennes jusqu'en 1962. Après un arrêt des activités sportives jusqu'en 1964, un nouveau stade est inauguré en 1965, portant le nom de Gaston Sauret, pionnier du rugby à Saint-Sulpice-sur-Lèze. L'équipe accumule ensuite les accessions en division supérieure, d'abord en Fédérale 3 en 1985, puis en Fédérale 2 en 2009.
L'année de son centenaire, l'USSS dispute la finale de Fédérale 2 au terme de la saison 2011-2012, s'inclinant contre le CS Vienne à Béziers ; il refuse néanmoins la Fédérale 1. Il obtient à nouveau le droit d'accéder à la division supérieure au terme de la saison 2014-2015, que les instances du club acceptent cette fois-ci,. Rétrogradé après une saison, l'USSS remonte immédiatement dès sa première saison en Fédérale 2.
Lors de la saison 2018-2019, le club se qualifie pour la phase finale du challenge Yves du Manoir de Fédérale 1.

## Palmarès
- Championnat de France de 2e division fédérale :
  - Vice-champion : 2012.
  - Champion juniors nationaux challenge occitanie 2023

## Joueurs emblématiques
- Loïc Mazières